# HD 58425
HD 58425，又名BD+68 480，SAO 14211、HR 2830，是一颗恒星，视星等为5.64，位于銀經147.28，銀緯28.69，其B1900.0坐标为赤經7h 20m 28.6s，赤緯+68° 28.69′ 12″。